# Konklave 1314–1316

Wappen des Kardinalkämmerers während der Sedisvakanz

Das Konklave von 1314 bis 1316 war die Wahlversammlung der Kardinäle nach dem Tod von Papst Clemens V. und dauerte vom 1. Mai 1314 bis zum 7. August 1316, 828 Tage oder 2 Jahre, 3 Monate und 7 Tage. Seine Wahl fiel auf Jacques Duése, der sich Papst Johannes XXII. nannte.

## Geschichte
Das Kardinalskollegium umfasste zu Konklavebeginn 24 Mitglieder. Diese stammten aus den Pontifikaten:
- Clemens V.: 15 Kardinäle
- Benedikt XI.: 1 Kardinal
- Bonifatius VIII.: 3 Kardinäle
- Coelestin V.: 1 Kardinal
- Nikolaus IV.: 2 Kardinäle
- Nikolaus III.: 2 Kardinäle

Alle Mitglieder des Kardinalskollegiums, es waren 16 Franzosen und 8 Italiener, nahmen am zweitlängsten Konklave der Papstgeschichte teil. Es begann in Carpentras (Frankreich), wo sich der päpstliche Hof zum Zeitpunkt des Ablebens Papst Clemens V. aufgehalten hatte. Gleich zu Beginn des Konklaves bildeten sich drei Parteien unter den Kardinälen. Die Italiener, welche eine Rückkehr des Papstes nach Rom anstrebten, die Gascogner, welche einen Verbleib des Papstes in Frankreich wünschten, und die Franzosen. Die Parteiungen sahen wie folgt aus:
- Gascogner: Arnaud de Falguiéres, Arnaud Daux, Arnaud de Pellegrue, Arnaud Nouvel, Guillaume Teste, Guillaume Godin, Vital du Four, Kardinal Raymond, Raymond Guilhem des Farges und Bernard Jarre.
- Franzosen: Jacques Duése, Berenguer Fredol sen., Berenguer Fredol jun., Guillaume de Mandagot, Nicolas Caignet de Fréauville und Michel du Bec-Crespin.
- Italiener: Niccoló Alberti di Prato, Giacomo Colonna, Napoleone Frangipani Orsini, Pietro Colonna, Guglielmo de Longhi, Giacomo Stefaneschi, Francesco Caetani und Luca Fieschi dei Conti di Lavagna.

Als drei Monate nach Konklavebeginn in Carpentras ein Feuer ausbrach, verließen die Kardinäle die Stadt. Der Versuch, die Wahl erneut aufzunehmen, blieb auch nach mehreren Verhandlungen ohne Erfolg. Erst 1315 kam es zu einem erneuten Treffen der Kardinäle in Lyon, welche durch den französischen Prinzen Philipp unter verschiedenen Vorwänden dorthin eingeladen worden waren. Da man sich jedoch auf keinen Kandidaten einigen konnte, schloss Philipp, nun König von Frankreich, die Kardinäle im Dominikanerkloster von Lyon ein. So kam es nach weiteren 40 Tagen endlich zu einem Wahlergebnis.

## Teilnehmer
- Kardinaldekan: Niccolò Alberti
- Kardinalsubdekan: Jacques Duése (zu Papst Johannes XXII. gewählt)
- Béranger Frédol der Ältere
- Arnaud de Faugères
- Guillaume de Mandagout
- Arnaud d’Aux
- Nicolas de Fréauville OP
- Arnaud de Pellegrue
- Arnaud Nouvel O.Cist.
- Béranger Frédol der Jüngere
- Michel du Bec-Crespin
- Guillaume Teste
- Guillaume Pierre Godin OP
- Vital du Four OFM
- Raymond OSB
- Giacomo Colonna
- Napoleone Orsini
- Pietro Colonna
- Guglielmo Longhi
- Giacomo Gaetano Stefaneschi
- Francesco Caetani
- Luca Fieschi
- Raymond Guilhem de Fargues
- Bernard Jarre